# Средний диалект крымскотатарского языка
Сре́дний (орта́-ёла́кский) диале́кт (крымскотат. orta yolaq şivesi, орта ёлакъ шивеси) — диалект крымскотатарского языка, распространённый среди крымских татар, проживавших до депортации 1944 года в средней полосе (крымскотат. orta yolaq) Крыма (предгорной и горной части полуострова между степью и южным берегом). Средний диалект относится к половецко-кыпчакской подгруппе кыпчакской группы тюркских языков. Лежит в основе современного литературного стандарта крымскотатарского языка.

## Огузские черты
Диалект средней полосы Крыма относится к половецко-кыпчакской подгруппе, но характеризуется значительным количеством огузских элементов. Некоторые из них:
- конечное -ğ вместо кыпчакского -w: sağ, ağ, dağ;
- начальные d-, g- вместо кыпчакских t-, k- в ряде слов (таких слов, однако, довольно мало): dügül, dağ, demir, gizli, gece, göl;
- форма образования имени деятеля от глагола на -ıcı, -yıcı, -ici, -yici вместо кыпчакского -wçı, -uwçı, -wçi, -üwçi: baqıcı, aydayıcı, tikici, diñleyici;
- использование огузской формы отглагольного существительного на -ma, -me наряду с кыпчакской на -v, -uv, -üv;
- аффикс сказуемости 1 лица ед. числа -m, -ım, -im вместо кыпчакских -man, -men или -mın, -min;
- форма глагола «быть» olmaq вместо кыпчакского bolmaq;
- значительный пласт огузской лексики.

## Говоры
Средний диалект весьма неоднороден. На стыках с двумя другими диалектами (степным и южнобережным) возникли переходные говоры, сочетающие разные черты двух диалектов. В целом же, по мере продвижения от границы степи в глубь гор по направлению к южному берегу полуострова растёт число огузских элементов в говорах выходцев из этих мест. Так, например, для людей, имеющих корни в пограничных со степью сёлах средней полосы, характерны свойственные степному диалекту «джеканье» (начальное c- вместо y-) в ряде слов, конечное -w вместо -ğ и форма глагола быть bolmaq (вместо olmaq), а в говоре выходцев из Байдарской долины наблюдается огузская форма дательного падежа (-a, -ya, -e, -ye вместо -ğa, -ge).

## Этнолекты
Существуют близкородственные среднему диалекту идиомы, которые часто определяются как его этнолекты:
- диалект караимов Крыма;
- крымчакский язык;
- урумский язык.